# Episodi di Sleeper Cell (seconda stagione)
La seconda e ultima stagione della serie televisiva Sleeper Cell è andata in onda negli Stati Uniti dal 10 dicembre al 17 dicembre 2006 su Showtime.
In Italia la serie è stata trasmessa dal 15 gennaio 2008 al 3 marzo 2008 dal canale satellitare AXN.
| nº | Titolo originale | Titolo italiano          | Prima TV USA     | Prima TV Italia  |
| -- | ---------------- | ------------------------ | ---------------- | ---------------- |
| 1  | Al-Baqara        | La nuova cellula         | 10 dicembre 2006 | 15 gennaio 2008  |
| 2  | Salesman         | Nuove strategie          | 11 dicembre 2006 | 22 gennaio 2008  |
| 3  | Torture          | L'attentato              | 12 dicembre 2006 | 29 gennaio 2008  |
| 4  | Faith            | Attacco nucleare         | 13 dicembre 2006 | 5 febbraio 2008  |
| 5  | Home             | La strategia del terrore | 14 dicembre 2006 | 12 febbraio 2008 |
| 6  | School           | La lezione del Corano    | 15 dicembre 2006 | 19 febbraio 2008 |
| 7  | Fitna            | Il nuovo 11 settembre    | 16 dicembre 2006 | 26 febbraio 2008 |
| 8  | Reunion          | L'esecuzione             | 17 dicembre 2006 | 3 marzo 2008     |